# Кадыров, Азиз Мавлянович
Азиз Мавлянович Кадыров (30 сентября [13 октября] 1913, Ташкент — 30 ноября 1995, Ташкент) — советский хозяйственный, государственный и политический деятель, Герой Социалистического Труда.

## Биография
Родился в 1913 году. Член ВКП(б).
Выпускник Ташкентского института инженеров железнодорожного транспорта. С 1935 года — на хозяйственной, общественной и политической работе. В 1935—1980 гг. — на инженерных должностях на железной дороге, начальник службы движения Ташкентской железной дороги, народный комиссар автомобильного транспорта Узбекской ССР, помощник начальника, начальник Ташкентской железной дороги, начальник Среднеазиатской железной дороги.
Указом Президиума Верховного Совета СССР от 1 августа 1959 года присвоено звание Героя Социалистического Труда с вручением ордена Ленина и золотой медали «Серп и Молот».
Избирался депутатом Верховного Совета Узбекской ССР 2-9-го созывов.
Умер 30 ноября 1995 года в Ташкенте, похоронен на Чигатайском кладбище.